# Parabola (Roberto Vecchioni)
Parabola, pubblicato nel 1971, è il primo album inciso dal cantautore Roberto Vecchioni.

## Descrizione
Vecchioni era da alcuni anni un paroliere di successo, legato alle edizioni musicali Chappell: fu proprio la casa di edizioni musicali a metterlo in contatto con una nuova casa discografica, la Ducale, fondata da Davide Matalon, ex padrone della Italdisc e scopritore di Mina, e a pagargli i tre giorni dello studio di registrazione di via Podgora.
Tre giorni sono veramente pochi anche per l'epoca, ed il risultato è evidente negli arrangiamenti delle canzoni, che non sono molto curati (nonostante la presenza di musicisti molto dotati come Franco Cerri o Tullio De Piscopo), e nelle sonorità, per nulla ricercate; inoltre la voce di Vecchioni spesso risulta impastata e tendente al singhiozzo. Il risultato non rende quindi giustizia alla scrittura delle canzoni, che sono invece in molti casi notevoli.
Gli arrangiamenti sono curati da Sergio Parisini, e il produttore del disco è Renato Pareti; la copertina è la rielaborazione di una foto di Maurizio Doglia. All'interno della copertina è inserita una presentazione del disco scritta dal padre del cantautore, Aldo Vecchioni.

### Brani
Lui se n'è andato è ispirata alla canzone "L'absent" di Gilbert Bécaud, e nel ritornello contiene una citazione di Sera, scritta da Lo Vecchio e Vecchioni nel 1968 per Gigliola Cinquetti e Giuliana Valci.
Per la cruna di un ago, l'unico brano con un ritmo più vivace, affronta il tema della religione, che ricorrerà spesso nella produzione futura del cantautore, mentre Parabola, con la storia dei due fratellastri "Poeta" e "Ragioniere", sviluppa il tema del doppio, che diverrà un argomento ricorrente nella produzione di Vecchioni.
Povero ragazzo venne reincisa su 45 giri da Dori Ghezzi. All'inizio del 1972 viene pubblicato dalla Italdisc il 45 giri Povero ragazzo/Io non devo andare in via Ferrante Aporti.

#### Luci a San Siro
L'album contiene anche Luci a San Siro, universalmente considerato come uno dei brani più famosi del cantautore milanese.

## Tracce
Lato A
1. Lui se n'è andato - 4:40 -  Testo e musica di Roberto Vecchioni
2. Povero ragazzo - 3:23 - Testo di Roberto Vecchioni e Andrea Lo Vecchio; musica di Roberto Vecchioni, Andrea Lo Vecchio e Giorgio Antola
3. Io non devo andare in via Ferrante Aporti - 2:25 - Testo di Roberto Vecchioni; musica di Andrea Lo Vecchio e Giorgio Antola
4. Speranza - 3:42 - Testo di Roberto Vecchioni; musica di Renato Pareti
5. Improvviso paese - 4:43 - Testo e musica di Roberto Vecchioni

Lato B
1. Luci a San Siro - 4:18 - Testo di Roberto Vecchioni; musica di Andrea Lo Vecchio e Giorgio Antola
2. Il tamburo battuto - 2:28 - Testo e musica di Roberto Vecchioni
3. Per la cruna di un ago - 5:25 - Testo di Roberto Vecchioni; musica di Renato Pareti
4. Parabola - 3:31 - Testo di Roberto Vecchioni; musica di Andrea Lo Vecchio e Giorgio Antola
5. Cambio gioco - 3:22 - Testo e musica di Roberto Vecchioni

## Formazione
- Roberto Vecchioni – voce
- Gigi Cappellotto – basso
- Tullio De Piscopo – batteria
- Massimo Luca – chitarra
- Franco Cerri – chitarra
- Sergio Parisini – tastiera